# Іран на зимових Олімпійських іграх 2014
Іран на зимових Олімпійських іграх 2014 року, які проходили в російському місті Сочі, був представлений 5 спортсменами (3 чоловіками та 2 жінками) у двох видах спорту: гірськолижний спорт та лижні перегони. Прапороносцем на церемонії відкриття Олімпійських ігор був гірськолижник Хусейн Савех-Шемшакі, а на церемонії закриття Мохаммад Кіадарбандсарі.
Іран вдесяте взяв участь у зимових Олімпійських іграх. Іранські спортсмени не здобули жодної медалі.

## Гірськолижний спорт
Чоловіки
| Змагання           | Спортсмени              | 1 спуск | 1 спуск | 2 спуск | 2 спуск | Разом   | Місце |
| Змагання           | Спортсмени              | Час     | Місце   | Час     | Місце   | Разом   | Місце |
| ------------------ | ----------------------- | ------- | ------- | ------- | ------- | ------- | ----- |
| Гігантський слалом | Мохаммад Кіадарбандсарі | 1:30.12 | 56      | 1:32.1  | 52      | 3:02.13 | 51    |
| Гігантський слалом | Хусейн Савех-Шемшакі    | 1:32.35 | 62      | 1:32.87 | 55      | 3:05.22 | 55    |
| Слалом             | Мохаммад Кіадарбандсарі | 55.09   | 55      | 1:03.78 | 29      | 1:58.87 | 30    |
| Слалом             | Хусейн Савех-Шемшакі    | 55.46   | 57      | 1:03.90 | 30      | 1:59.36 | 31    |

Жінки
| Змагання | Спортсмен    | 1 спуск | 1 спуск | 2 спуск | 2 спуск | Разом   | Місце |
| Змагання | Спортсмен    | Час     | Місце   | Час     | Місце   | Разом   | Місце |
| -------- | ------------ | ------- | ------- | ------- | ------- | ------- | ----- |
| Слалом   | Форуг Аббасі | 1:26.71 | 60      | 1:08.98 | 46      | 2:35.69 | 48    |

## Лижні перегони
Чоловіки
| Змагання | Спортсмен  | Час     | Місце |
| -------- | ---------- | ------- | ----- |
| 15 км    | Сатар Сейд | 47:16.1 | 79    |

Жінки
| Змагання | Спортсмен           | Час     | Місце |
| -------- | ------------------- | ------- | ----- |
| 10 км    | Фарзане Резасолтані | 42:31.3 | 73    |